# Rhytidacris
Rhytidacris es un género de saltamontes de la subfamilia Cyrtacanthacridinae, familia Acrididae. Este género se distribuye en África.

## Especies
Las siguientes especies pertenecen al género Rhytidacris:
- Rhytidacris punctata (Kirby, 1902)
- Rhytidacris tectifera (Karsch, 1896)